# 松任谷由実 コンサートツアー 深海の街
『松任谷由実 コンサートツアー 深海の街』（まつとうやゆみ コンサートツアー しんかいのまち）は、松任谷由実（ユーミン）の15作目のライブビデオ。2023年1月25日にユニバーサル ミュージックよりリリースされた（DVD：UPBH-20297/8、Blu-ray Disc：UPXH-20120/1）。

## 解説
- 2021年9月30日から2022年7月9日まで全国63公演が行われた「松任谷由実 コンサートツアー 深海の街」の東京国際フォーラム ホールA公演の模様を収録。WOWOWでは放送されなかったトリプルアンコールで披露された卒業写真が収録される。また、特典映像の「TOURING WITH YUMING」にはステージ制作のメイキングやバックステージの様子、マネージングスタッフへのインタビューが収録される[3]
- 2020年に発売されたオリジナル・アルバム「深海の街」との連動ツアーで、アルバムからは「離れる日が来るなんて」「雪の道しるべ」「Good! Morning」以外の9曲が演奏された。尚、「雪の道しるべ」は「SURF&SNOW in Naeba Vol.41」で演奏された。

## 収録内容
本編
1. 翳りゆく部屋
2. グレイス・スリックの肖像
3. 1920
4. ノートルダム
5. 深海の街
6. カンナ8号線
7. ずっとそばに
8. What to do ? waa woo
9. 知らないどうし
10. あなたと 私と
11. REBORN 〜 太陽よ止まって
12. 散りてなお
13. 雨の街を
14. ひこうき雲
15. NIKE 〜 The goddess of victory
16. LATE SUMMER LAKE
17. Hello, my friend
18. ANNIVERSARY
19. 水の影

Encore
1. 青い船で
2. 空と海の輝きに向けて

Double Encore
1. 二人のパイレーツ

Triple Encore
1. 卒業写真

特典映像
「TOURING WITH YUMING」